# Åmål (đô thị)
Đô thị Åmål (Åmåls kommun) là một đô thị nằm tại hạt Västra Götaland, ở phía Tây Thụy Điển. Bộ máy hành chính đô thị Åmål đóng tại Åmål.
Đô thị được lập năm 1971 khi Thành phố Åmål và Tössbo hợp nhất. Åmål nằm tại vịnh trong hồ Vänern, hồ lớn nhất Thụy Điển.